# آب‌انبار طیب و طاهر
آب‌انبار طیب و طاهر مربوط به دوره صفوی است و در شهرستان قم، بخش مرکزی، روستای مبارک‌آباد واقع شده و این اثر در تاریخ ۲ آبان ۱۳۸۲ با شمارهٔ ثبت ۱۰۵۶۹ به‌عنوان یکی از آثار ملی ایران به ثبت رسیده است.